# Capodimonte
Capodimonte település Olaszországban, Viterbo megyében. Lakosainak száma 1667 fő (2023. január 1.). Capodimonte Marta, Valentano, Gradoli, Latera, Piansano és Tuscania községekkel határos.

## Népesség
A település népességének változása:
| Lakosok száma | 1710 | 1718 | 1667 |
|               | 2017 | 2018 | 2023 |